# Eric Gordon

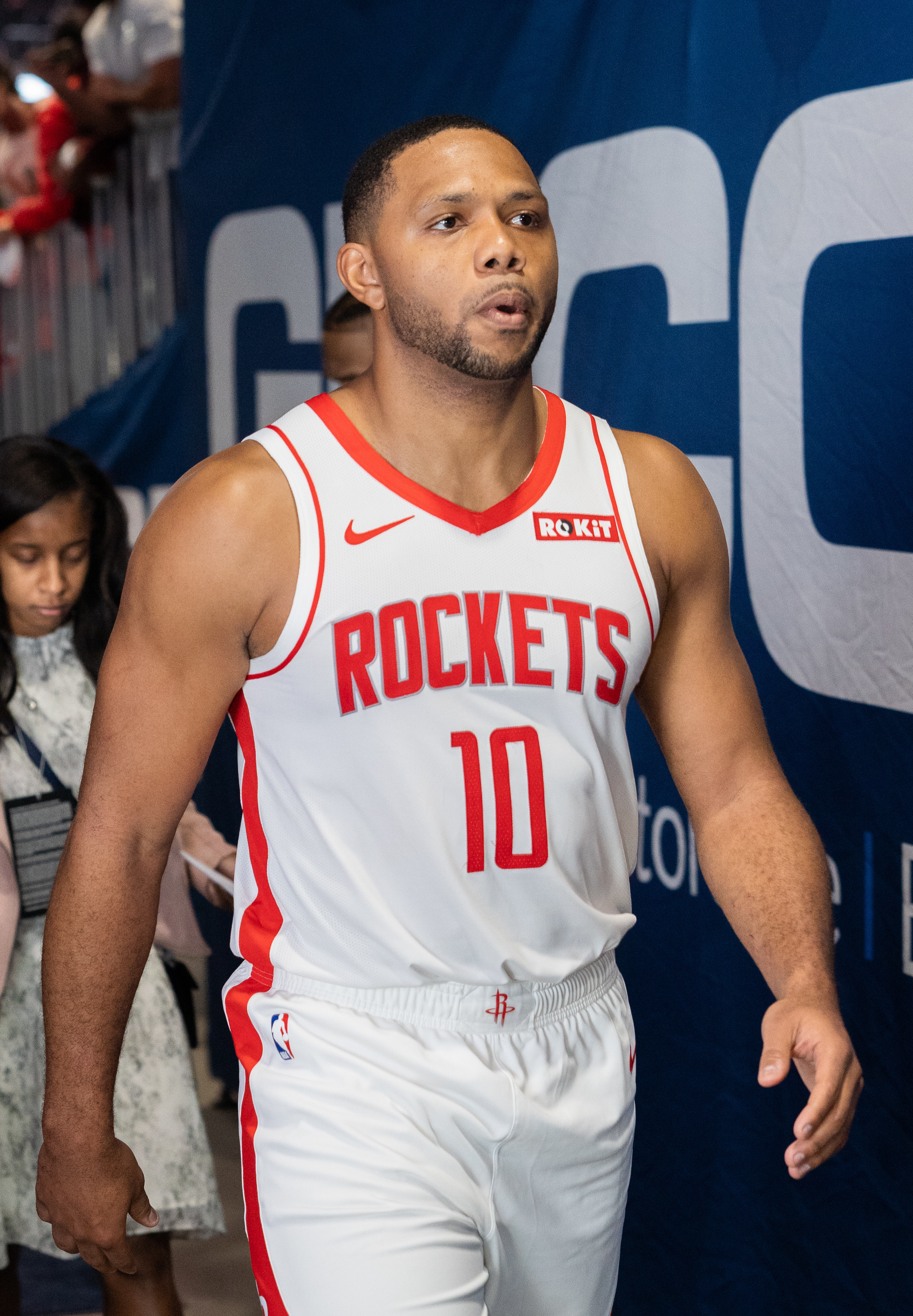
Eric Gordon, 2019.

Eric Ambrose Gordon Jr., född 25 december 1988 i Indianapolis, Indiana i USA, är en bahamansk-amerikansk professionell basketspelare (SG/SF) som spelar för Philadelphia 76ers i National Basketball Association (NBA). Han har tidigare spelat för Los Angeles Clippers, New Orleans Hornets/Pelicans, Houston Rockets och Phoenix Suns.
Gordon vann NBA Sixth Man of the Year Award för säsongen 2016–2017.
Han draftades av Los Angeles Clippers i första rundan i 2008 års draft som sjunde spelare totalt.
Innan Gordon blev proffs studerade han vid Indiana University Bloomington och spelade för deras idrottsförening Indiana Hoosiers.